# Microdiplodia microspora
Microdiplodia microspora är en svampart som först beskrevs av Berk. & M.A. Curtis, och fick sitt nu gällande namn av Tassi 1902. Microdiplodia microspora ingår i släktet Microdiplodia och familjen Botryosphaeriaceae.   Inga underarter finns listade i Catalogue of Life.